# Jeff Widener
Jeff Widener (ur. 11 sierpnia 1956 w Long Beach) – amerykański fotoreporter, laureat Nagrody Pulitzera. Mieszka w Hamburgu.

## Kariera zawodowa
Jeff Widener wychował się w południowej Kalifornii, gdzie ukończył naukę w Moorpark College w klasie o profilu fotoreporterskim. W 1974 roku pokonał w rywalizacji 8000 uczniów i otrzymał stypendium Kodak Scholastic National Photography Scholarship. W ramach stypendium otrzymał także możliwość wyjazdu studyjnego do Afryki Wschodniej. Po 1978 roku Widener pracował dla wydawców prasy z Kalifornii, Nevady i Indiany. W wieku 25 lat został zatrudniony przez United Press International i przeniósł się do Europy. Jednym z jego pierwszych zleceń było dokumentowanie zamieszek w Polsce.
Podczas swojej pracy zawodowej wykonywał fotoreportaże w ponad 100 krajach. Wiele z nich odwiedził podczas trwających tam niepokojów społecznych i wojen. Od 1989 roku został zatrudniony przez Associated Press i skierowany do Azji Południowo-Wschodniej. Fotografował Timor Wschodni, Afganistan, Kambodżę, Birmę, Syrię, Jordanię, Indie, Laos, Wietnam, Pakistan, a w 1989 roku protesty na placu Tian’anmen w Pekinie.

## Pekin 1989
W maju 1989 roku Widener został wysłany przez zatrudniającą go agencję Associated Press do Pekinu. Tam, w końcowej fazie protestów na placu Tian’anmen wykonał najlepsze zdjęcia w życiu. Widener dokumentował protesty bezpośrednio na samym placu i w jego okolicy. 4 czerwca został na Tian’anmen zaatakowany przez tłum, który próbował odebrać mu aparaty fotograficzne. Wykonał tam między innymi zdjęcie martwego żołnierza leżącego obok płonącego samochodu opancerzonego. Aparat został ostatecznie zniszczony cegłą rzuconą przez osobę z tłumu, ale korpus Nikona amortyzował cios. Fotograf uniknął większych ran.

### Fotografia życia: Nieznany Buntownik
5 czerwca Widener dotarł na rowerze do położonego przy Cháng’ān Jiē (około kilometr od Placu Niebiańskiego Spokoju) hotelu „Beijing”. Dzięki pomocy innego współpracownika AP, Widenerowi udało się uniknąć rewizji ze strony pilnujących wejścia pracowników chińskich służb bezpieczeństwa. Nie utracił więc sprzętu i filmu, który miał w kieszeni. Miał także dużo szczęścia podczas podróży do hotelu, bowiem niektórzy goście hotelowi zostali zastrzeleni w okolicy wejścia przez żołnierzy z przejeżdżającej wojskowej ciężarówki. Widener dotarł na VI piętro, do pokoju pomagającego mu Kirka Martsena. Z balkonu zaobserwował kolumnę czołgów wycofujących się z placu Niebiańskiego Spokoju (Tiān’ānmén Guǎngchǎng), zmierzających bulwarem Cháng’ān Jiē w kierunku hotelu, oraz samotnego Chińczyka trzymającego w rękach siatki na zakupy, który wszedł na środek jezdni i zatrzymał w ten sposób wojskową kolumnę. Widener był jedną z kilku osób, które uchwyciły tę scenę, jednak to jego fotografia stała się najsłynniejszym i najczęściej reprodukowanym zdjęciem dokumentującym zdarzenie. Rolki z filmami zostały dostarczone do Ambasady Stanów Zjednoczonych w Pekinie przez Kirka Martsena. W kilka godzin później fotografia obiegła świat.
Anonimowy, samotny Chińczyk został w prasie międzynarodowej określony jako Tank Man, lub Nieznany Buntownik. Samo zdarzenie stało się symbolami oporu przeciw tyranii i walki o wolność, a dokumentująca je fotografia zdobyła ogromne uznanie. W 1990 roku Jeff Widener został laureatem Nagrody Pulitzera.

## Inne nagrody
Poza Nagrodą Pulizera Widener otrzymał wiele innych wyróżnień, między innymi: The Overseas Press Club, Pictures Of the Year International, NPPA Best Of Photojournalism, National Headliner Award, New York Press Club, Chia Award (Sardynia) oraz Scoop Award (Angers, Francja).